# Antoni Piechniczek
Antoni Krzysztof Piechniczek (sinh ngày 3 tháng 5 năm 1942 tại Chorzów) là một cựu cầu thủ bóng đá và huấn luyện viên bóng đá người Ba Lan. Kể từ năm 2007, ông trở thành một thượng nghị sĩ của Ba Lan.

## Sự nghiệp cầu thủ
Khi còn là cầu thủ, Antoni Piechniczek chơi cho các câu lạc bộ như Naprzód Lipiny, Legia Warszawa, Ruch Chorzów và LB Châteauroux. Ông cũng tham gia ba trận đấu dưới màu áo đội tuyển quốc gia Ba Lan.

## Sự nghiệp huấn luyện
Với vai trò là một huấn luyện viên bóng đá, Antoni Piechniczek từng dẫn dắt các đội tuyển như đội Ruch Chorzów, đội Górnik Zabrze, đội Al Rayyan (Qatar) hay đội Espérance Tunis (Tunisia). Ông nổi tiếng với vai trò huấn luyện viên đội tuyển bóng đá quốc gia Ba Lan. Antoni Piechniczek huấn luyện đội Ba Lan đi thi đấu trong các năm 1981-1986 và 1996-1997. Ông đã huấn luyện đội tuyển Ba Lan tại Giải vô địch bóng đá thế giới 1982 và giúp Ba Lan giành huy chương đồng tại giải đấu này. Ông cũng huấn luyện đội tuyển Ba Lan tại Giải vô địch bóng đá thế giới 1986. Bên cạnh đó, Antoni Piechniczek từng huấn luyện cho các đội tuyển quốc gia của Tunisia và Các Tiểu vương quốc Ả Rập Thống nhất.

## Sự nghiệp chính trị
Trong cuộc bầu cử địa phương vào năm 2002, Antoni Piechniczek được bầu vào Hội đồng Khu vực Silesia Nhiệm kỳ II và là một trong ba Phó Chủ tịch của hội đồng. Năm 2006, ông tái đắc cử trong Nhiệm kỳ III, nhưng nhiệm kỳ này kết thúc sau một năm. Năm 2007, Antoni Piechniczek được bầu vào Thượng viện Cộng hòa Ba Lan (thượng viện của Quốc hội Ba Lan) và từ 2007, ông trở thành thượng nghị sĩ Nhiệm kỳ VII.